# Trofeo Luis Otero
El Trofeo Luis Otero es un torneo de fútbol español que se disputa anualmente en verano y que es organizado por el Pontevedra Club de Fútbol. Se disputa en el Estadio Municipal de Pasarón y el nombre del torneo está dedicado al histórico futbolista gallego Luis Otero, exjugador del Sporting de Pontevedra, Real Vigo Sporting Club, Real Club Celta de Vigo, Real Club Deportivo de La Coruña y medallista olímpico en los Juegos Olímpicos de Amberes 1920.
La primera edición del trofeo se disputó en 1959 y se proclamó campeón el Club Deportivo Ourense. Se dio la circunstancia de que la final se jugó el 6 de septiembre de 1959, y empataron a 2 goles el Pontevedra CF y el CD Ourense. Se decidió que se repitiese la final y se disputó el 20 de enero de 1960, ganando el CD Ourense por 1-0
Otros Trofeo disputados en Pontevedra, son el Trofeo Ciudad de Pontevedra y el Memorial Héctor Rial.
El actual campeón es la Cultural y Deportiva Leonesa.

## Finales
| Año       | Edición      | Campeón                                | Subcampeón                              | Resultado         |
| --------- | ------------ | -------------------------------------- | --------------------------------------- | ----------------- |
| 1959      | I            | CD Ourense                             | Pontevedra CF Racing Club de Ferrol     | Torneo triangular |
| 1961      | II           | Athletic Club                          | Pontevedra CF                           | 3-3               |
| 1962      | III          | FC Porto                               | Pontevedra CF                           | 2-0               |
| 1963      | IV           | Real Betis Balompié                    | Pontevedra CF                           | 2-0               |
| 1964      | V            | FC Porto                               | Pontevedra CF                           | 2-0               |
| 1965      | VI           | RC Celta de Vigo                       | Pontevedra CF                           | 3-2               |
| 1966      | VII          | Pontevedra CF                          | SC Braga                                | 3-0               |
| 1967      | VIII         | Estudiantes de La Plata                | Pontevedra CF                           | 1-1               |
| 1968      | IX           | Pontevedra CF                          | FC Porto                                | 2-1               |
| 1969      | X            | RC Celta de Vigo                       | Pontevedra CF                           | 1-0               |
| 1970      | XI           | RC Celta de Vigo                       | Pontevedra CF                           | 2-0               |
| 1971      | XII          | RC Celta de Vigo                       | Pontevedra CF                           | 1-0               |
| 1972      | XIII         | Pontevedra CF                          | RC Deportivo de La Coruña               | 4-0               |
| 1973      | XIV          | Real Racing Club de Santander          | Pontevedra CF                           | 3-2               |
| 1974      | XV           | Pontevedra CF                          | Valencia CF                             | 2-0               |
| 1975      | XVI          | Pontevedra CF                          | RC Deportivo de La Coruña               | 2-1               |
| 1976      | XVII         | RC Celta de Vigo                       | Pontevedra CF                           | 1-0               |
| 1977      | XVIII        | Pontevedra CF                          | RC Celta de Vigo SD Compostela          | Torneo triangular |
| 1978      | XIX          | Vitória SC                             | Pontevedra CF                           | 0-0               |
| 1979      | XX           | Pontevedra CF                          | Sporting Clube de Espinho               | 2-0               |
| 1980      | XXI          | Pontevedra CF                          | Selección de fútbol de Hungría (sub-21) | 1-0               |
| 1981      | XXII         | Pontevedra CF                          | RC Deportivo de La Coruña               | 3-1               |
| 1982      | XXIII        | RC Celta de Vigo                       | Pontevedra CF                           | 4-3               |
| 1983      | XXIV         | RC Celta de Vigo                       | Pontevedra CF                           | 3-1               |
| 1984      | XXV          | Pontevedra Club de Fútbol              | Real Club Celta de Vigo                 | 1-1               |
| 1985      | XXVI         | RC Celta de Vigo                       | Pontevedra CF                           | 2-1               |
| 1986      | XXVII        | CD Ourense                             | Pontevedra CF                           | 2-1               |
| 1987      | XXVIII       | Club Nacional                          | Pontevedra CF                           | 2-1               |
| 1988      | XXIX         | Rayo Vallecano de Madrid               | Pontevedra CF                           | 1-1               |
| 1989      | XXX          | Pontevedra CF                          | RC Celta de Vigo                        | 2-1               |
| 1990      | XXXI         | RC Celta de Vigo                       | Pontevedra CF                           | 3-1               |
| 1991      | XXXII        | Pontevedra CF                          | CD Castellón                            | 2-0               |
| 1992      | XXXIII       | Pontevedra CF                          | SD Compostela                           | 2-2 (pen)         |
| 1993      | XXXIV        | RC Deportivo de La Coruña              | Pontevedra CF                           | 3-0               |
| 1994      | XXXV         | Pontevedra CF                          | RC Celta de Vigo                        | 2-0               |
| 1995      | XXXVI        | CF Monterrey                           | Pontevedra CF                           | 0-0               |
| 1996      | XXXVII       | RC Deportivo de La Coruña              | Pontevedra CF                           | 5-1               |
| 1997      | XXXVIII      | Pontevedra CF                          | RC Celta de Vigo                        | 0-0               |
| 1998      | XXXIX        | Pontevedra CF                          | Sevilla FC                              | 1-0               |
| 1999      | XL           | Pontevedra CF                          | SD Compostela                           | 1-1               |
| 2000      | XLI          | Pontevedra CF                          | RC Celta de Vigo                        | 2-1               |
| 2001      | XLII         | Pontevedra CF                          | RC Deportivo de La Coruña               | 2-2               |
| 2002      | XLIII        | RC Deportivo de La Coruña              | Pontevedra CF                           | 6-1               |
| 2003      | XLIV         | Real Sporting de Gijón                 | Pontevedra CF                           | 2-1               |
| 2004      | XLV          | SC Braga                               | Pontevedra CF                           | 1-0               |
| 2005      | XLVI         | Racing Club de Ferrol                  | Pontevedra CF                           | 1-1               |
| 2006      | XLVII        | Pontevedra CF                          | GD Chaves                               | 4-1               |
| 2007      | XLVIII       | RC Celta de Vigo                       | Pontevedra CF                           | 2-0               |
| 2008      | XLIX         | Real Sporting de Gijón                 | Pontevedra CF                           | 2-0               |
| 2009      | L            | RC Deportivo de La Coruña              | Pontevedra CF                           | 2-0               |
| 2010      | LI           | RC Celta de Vigo                       | Pontevedra CF                           | 2-1               |
| 2011      | LII          | Río Ave FC                             | Pontevedra CF                           | 3-1               |
| 2012      | LIII         | RC Deportivo de La Coruña              | Pontevedra CF                           | 2-2               |
| 2013      | LIV          | RC Deportivo de La Coruña              | Pontevedra CF                           | 2-0               |
| 2014      | LV           | RC Celta de Vigo                       | Pontevedra CF                           | 4-2               |
| 2015      | LVI          | Pontevedra CF                          | CD Lugo                                 | 1-1               |
| 2016      | LVII         | CD Lugo                                | Pontevedra CF                           | 4-3               |
| 2017      | LVIII        | RC Deportivo de La Coruña              | Pontevedra CF                           | 5-0               |
| 2018      | LIX          | Pontevedra CF                          | CD Lugo                                 | 1-1               |
| 2019      | LX           | Pontevedra CF                          | Racing Club de Ferrol                   | 1-0               |
| 2020-2021 | -            | No se disputa por Pandemia de covid-19 | -                                       | -                 |
| 2022      | LXI          | Pontevedra CF                          | CD Lugo                                 | 1-0               |
| 2023      | No disputado |                                        |                                         |                   |
| 2024      | LXII         | Pontevedra CF                          | CD Lugo                                 | 1-0               |
| 2025      | LXIII        | Pontevedra CF                          | Cultural y Deportiva Leonesa            | 0-1               |

## Campeones
| Equipo                        | Títulos | Año |
| ----------------------------- | ------- | --- |
| Pontevedra C. F.              | 24      | 1966, 1968, 1972, 1974, 1975, 1977, 1979, 1980, 1981, 1984, 1987, 1989, 1991, 1992, 1994, 1999, 2000, 2001, 2006, 2015, 2018, 2019, 2022, 2024 |
| R. C. Celta de Vigo           | 12      | 1965, 1969, 1970, 1971, 1976, 1982, 1983, 1985, 1990, 2007, 2010, 2014                                                                         |
| R. C. Deportivo de La Coruña  | 7       | 1993, 1996, 2002, 2009, 2012, 2013, 2017 |
| F. C. Porto                   | 2       | 1962, 1964 |
| Real Sporting de Gijón        | 2       | 2003, 2008 |
| C. D. Ourense                 | 2       | 1959, 1986 |
| Athletic Club                 | 1       | 1961 |
| Real Betis Balompié           | 1       | 1963 |
| Estudiantes de La Plata       | 1       | 1967 |
| Real Racing Club de Santander | 1       | 1973 |
| Vitória S. C.                 | 1       | 1978 |
| CD Ourense                    | 1       | 1986 |
| Rayo Vallecano de M.          | 1       | 1988 |
| C. F. Monterrey               | 1       | 1995 |
| S. C. Braga                   | 1       | 2004 |
| Racing Club de Ferrol         | 1       | 2005 |
| Rio Ave F. C.                 | 1       | 2011 |
| C. D. Lugo                    | 1       | 2016 |
| Cultural y Deportiva Leonesa  | 1       | 2025 |